# No Hero: Storia di un Navy SEAL
No Hero: Storia di un Navy SEAL (No Hero: The Evolution of a Navy SEAL) è un saggio pubblicato l'11 novembre 2014 da Mark Owen, seguito di No Easy Day. È stato scritto dallo stesso pseudonimo dell'ex-capo di 3ª classe del DEVGRU che ha preso parte all'Operazione Lancia di Nettuno. 

## Trama
Stavolta, in questo libro Owen ci racconta delle sue numerose operazioni militari del DEVGRU compiute nei teatri di guerra in Iraq e Afghanistan, dove mette in luce alcune importanti lezioni apprese sui campi di battaglia e i suoi sacrifici.